# Distintivo dello sport

Distintivo dello sport con stella d'oro

Distintivo dello sport con stella d'argento

Distintivo dello sport con stella di bronzo

Distintivo dello sport con discobolo

Il Distintivo dello sport è un distintivo concesso dal Capo di stato maggiore della difesa agli appartenenti alle Forze armate italiane, ai Corpi armati dello Stato e al Corpo nazionale dei vigili del fuoco che si sono distinti per merito nello sport.
Istituito mediante il decreto 31 luglio 2019 del Ministero della Difesa, viene rilasciato a possessori dei titoli a decorrere dall'anno 1995.
Sulla base delle linee interpretative dello Stato Maggiore della Difesa il Distintivo può essere concesso in qualsiasi momento purché ricorrano i requisiti previsti dal citato decreto.

## Storia
Il Distintivo dello sport è concesso agli appartenenti alle Forze armate, ai Corpi armati dello Stato, alle Forze di polizia ad ordinamento civile e al Corpo dei vigili del fuoco secondo le tipologie di seguito riportate, in base al possesso di uno o più dei titoli di merito per ciascuna tipologia indicati:
- (a) Distintivo con stella d'oro:

1. vincitori di medaglie in Olimpiadi e Campionati mondiali;
2. vincitori di medaglie d'oro in Giochi del Mediterraneo, Universiadi e Campionati mondiali C.I.S.M.;
3. vincitori di Coppa del Mondo;
4. conquista di record mondiale ordinario e C.I.S.M.;

- (b) Distintivo con stella d'argento:

1. vincitori di medaglie a Campionati europei;
2. vincitori di Coppa Europa;
3. vincitori di medaglia d'argento e di bronzo in Universiadi, Giochi del Mediterraneo, Campionati mondiali C.I.S.M.;
4. vincitori di medaglia d'oro in Campionati continentali e regionali C.I.S.M.;
5. conquista di record europeo e di record continentale e regionale C.I.S.M.;

- (c) Distintivo con stella di bronzo:

1. vincitori di medaglia d'argento e di bronzo in Campionati continentali e regionali C.I.S.M.;
2. vincitori di Campionati italiani;
3. vincitori di Coppa Italia;
4. conquista di record italiano;

- (d) Distintivo con discobolo:

1. vincitori di Campionati italiani interforze;
2. conquista di record italiano interforze;
3. vincitori di Campionati italiani di Forza armata;
4. conquista di record italiano di Forza armata;
5. vittorie o record equipollenti.

Il riconoscimento di cui alle lettere a), b), c) e d) viene assegnato in via permanente.

## Caratteristiche
Il distintivo è in metallo smaltato, a forma di scudetto e presenta le seguenti caratteristiche:
- a) dimensioni: altezza mm 20; larghezza mm 14 (compreso il bordo);
- b) campo suddiviso verticalmente nei tre colori nazionali; al centro del settore bianco sono riportati una stelletta a cinque punte

o un discobolo.
Il distintivo ed il relativo diploma sono concessi dal Capo di stato maggiore della difesa e le relative proposte devono essere inoltrate allo Stato Maggiore della Difesa entro il 31 dicembre di ogni anno.
Delle avvenute concessioni è fatta trascrizione nei documenti matricolari degli interessati.